# Tetramorium snellingi
Tetramorium snellingi (лат.) — вид муравьёв рода Tetramorium из подсемейства Myrmicinae (Formicidae). Видовое название дано в честь американского мирмеколога Р. Снеллинга (Roy Snelling, Лос-Анджелес, США).

## Распространение
Восточная Африка: Кения, Уганда, ЦАР.

## Описание
Мелкие земляные муравьи; длина рабочих 3—4 мм. От близких видов (Tetramorium weitzeckeri) отличается крупными треугольной формы шипиками проподеума, наличием отстоящих волосков на первом тергите брюшка, двуцветной окраской (буровато-чёрными брюшком и стебельком, и светло-коричневыми грудью и головой). Длина головы рабочих (HL) 0,62—0,66 мм, ширина головы (HW) 0,57—0,67 мм. Основная окраска тела коричневая. Усики рабочих и самок 11-члениковые. Петиоль чешуевидный в профиль с высоким узелком (примерно в 3 раза выше длины, сверху поперечный и эллиптический).  Усиковые бороздки хорошо развиты, длинные. Боковые части клипеуса килевидно приподняты около места прикрепления усиков. Жвалы широкотреугольные с зубчатым жевательным краем. Стебелёк между грудкой и брюшком состоит из двух члеников: петиолюса и постпетиолюса (последний четко отделен от брюшка), жало развито, куколки голые (без кокона). Заднегрудка с 2 острыми проподеальными шипиками. Брюшко гладкое и блестящее. Гнездятся в земле.

## Таксономия
Включён в видовую группу Tetramorium weitzeckeri. Вид был впервые описан в 2010 году американскими мирмекологами Франциско Хита-Гарсиа (Francisco Hita Garcia), Брайаном Фишером (Brian L. Fisher; Entomology, California Academy of Sciences, Сан-Франциско, Калифорния, США) и М. Петерсом (Бонн, Германия).